# Władysław Floriański

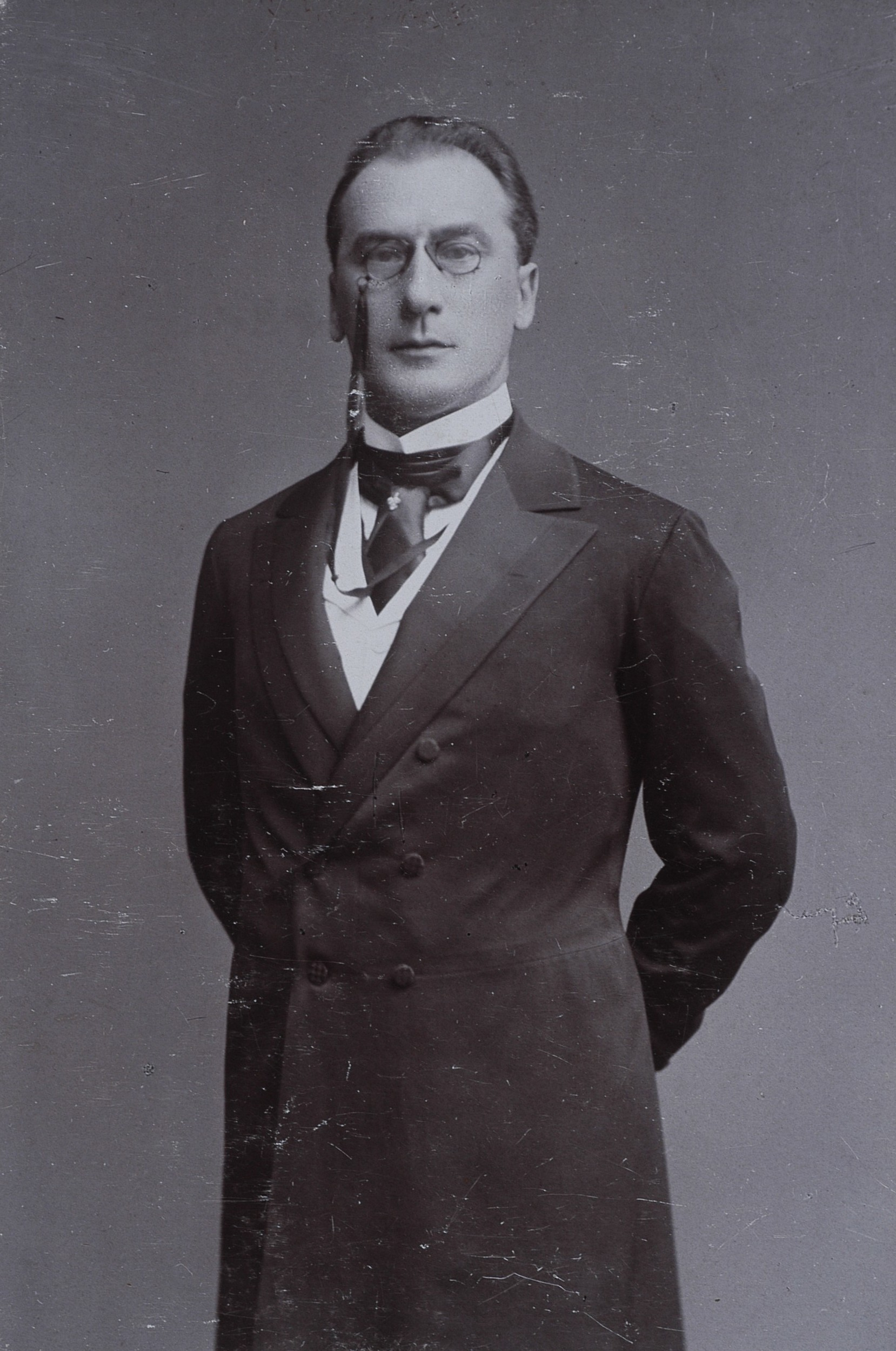
Władysław Floriański

Władysław Floriański (auch: Florjanski; * 4. Mai 1854 in Lemberg; † 11. April 1911 ebenda) war ein polnischer Sänger (Tenor) und Opernregisseur.
Floriański besuchte die Handelsakademie und arbeitete als Postbeamter in Brzeżany. Nach dem Besuch der Opernschule von J. Dobrzański debütierte er 1884 am Theater von Lemberg. 1885 unternahm er mit einem Stipendium eine Studienreise nach Italien. 1886 trat er an der Warschauer Oper als Radames in Verdis Aida und Lyonel in Friedrich von Flotows Martha auf.
Da ihm unterstellt wurde, keine ausreichende Gesangsausbildung zu haben, erhielt er in Warschau keinen Vertrag, wurde aber zehn Jahre lang (1887–1897) am Nationaltheater Prag engagiert. 1898 trat er am Warschauer Teatr Wielki als Liedsänger auf. 1902 wurde er Regisseur an den Warszawskie Teatry Rządowe. Von 1906 bis zu seinem Lebensende wirkte er als Sänger und Regisseur an der Lemberger Oper.